# Zelo Surrigone
Zelo Surrigone – miejscowość i gmina we Włoszech, w regionie Lombardia, w prowincji Mediolan.
Według danych na rok 2004 gminę zamieszkiwało 1110 osób, 277,5 os./km².